# ابا هد
ابا هد (انگلیسی: Ebba Hed؛ زادهٔ ۳ نوامبر ۱۹۹۹) بازیکن فوتبال اهل سوئد است.
وی همچنین در تیم‌های ملی فوتبال Sweden women's national under-17 football team و Sweden women’s national under-19 football team بازی کرده‌است.